# Zwarte Taal
De Zwarte Taal (Engels: the Black Speech) (Sindarijns: Morbeth) is een verzonnen taal, ontwikkeld door J.R.R. Tolkien. Het geldt als de taal die in Mordor gesproken werd door de dienaren van de Zwarte Heerser Sauron.

## Ontstaan
De Zwarte Taal werd door Sauron ontwikkeld in duistere jaren, met de bedoeling een Taal te maken voor al zijn dienaars. Toch waren er in de Zwarte Taal woorden aanwezig die eerder al door Orks werden gebruikt, bv. Ghâsh (Vuur). Na de terugkeer van Sauron herleefde de taal en werd ze door velen in dienst van Barad-dûr gesproken. Later bleek zelfs dat de uruk-hai, het sterke Ork-ras van Sauron, geen andere taal kenden dan de Zwarte Taal. Uruk-hai zelf was al een woord uit Saurons taal. Het woord 'Zwarte Taal' was beslist niet de term die Sauron ervoor gebruikte, maar wat hij dan wel gebruikte was niet bekend.
De Zwarte Taal stond bekend als een "afschuwelijke en vreselijke taal". Toen Gandalf de tekst op de Ene Ring voorlas in de Zwarte Taal tijdens de raad van Elrond, stopten de Elfen hun oren dicht, omdat de taal voor hen vreselijk was om aan te horen.

## Klanken
De letters die in de taal worden gebruikt luiden als volgt. De medeklinkers zijn: b, g, d, p, t, k, l, r, m, n, s, z. De samengestelde klanken zijn: th, gh, sh. De klinkers luiden: a, i, o, u, maar o wordt door Tolkien als zeldzaam omschreven. Verder de â en de û, als lange klinkers.
Het is onbekend wat er met de taal na de val van Sauron gebeurde, maar gezien het feit dat niet alle sprekers ervan in de Oorlog om de Ring omkwamen is het niet aannemelijk dat deze direct in onbruik raakte.

## Structuur

Inscriptie van de ring in de Zwarte Taal geschreven in elvenschrift

De ongetwijfeld meest bekende tekst in de Zwarte Taal is de door Gandalf voorgelezen inscriptie op de Ene Ring:
| Zwarte Taal                | Nederlands                         | Engels                         |
| -------------------------- | ---------------------------------- | ------------------------------ |
| Ash nazg durbatulûk,       | Eén Ring om hen allen te regeren,  | One Ring to rule them all,     |
| ash nazg gimbatul,         | Eén Ring om hen te vinden,         | One Ring to find them,         |
| ash nazg thrakatulûk,      | Eén Ring om hen allen te brengen,  | One Ring to bring them all,    |
| agh burzum-ishi krimpatul. | en hen in de duisternis te binden. | and in the darkness bind them. |

Deze tekst is in de oude zwarte taal, het is dus niet zeker of alle woorden ten tijde van de Oorlog om de Ring nog gebruikt werden.
Een andere, minder bekende tekst wordt gezegd door een ork uit Mordor, in boek III van LotR:
Uglúk u bagronk sha pushdug Saruman-glob búbhosh skai
Dit betekent (ongeveer):
Uglúk naar de zinkput, sha, de mesthoop, de grote Saruman-idioot, skai!
Er bestaan meer teksten geschreven in de zwarte taal, maar deze twee waren veruit de belangrijkste.

## Woordenlijst
| woord       | vertaling         | opmerking                                                         |
| ----------- | ----------------- | ----------------------------------------------------------------- |
| Agh         | en                |                                                                   |
| ash         | één               |                                                                   |
| -at         | om                | ?                                                                 |
| Bagronk     | zinkput           | ? Mogelijk zink+put= bag+ronk                                     |
| Búbhosh     | groot             |                                                                   |
| búrz        | duister           | geïsoleerd van Lugbúrz en búrzum; ook de naam van een Noorse band |
| dug         | vuil              |                                                                   |
| durb        | om te regeren     | infinitief: durbat                                                |
| durbatulûk  | om hen te regeren |                                                                   |
| ghâsh       | vuur              |                                                                   |
| gimb        | vind              | infinitief: gimbat                                                |
| gimbatul    | om hen te vinden  |                                                                   |
| glob        | idioot            |                                                                   |
| gûl         | geest, drager     | een van de opperste dienaars van sauron                           |
| Hai         | volk              |                                                                   |
| ishi        | in                |                                                                   |
| krimp       | bind              | infinitief: krimpat                                               |
| krimpatul   | om hen te binden  |                                                                   |
| lug         | toren             |                                                                   |
| Lugbúrz     | zwarte toren      | Barad-dûr                                                         |
| marc        | voorwaarts        | Gundabad                                                          |
| nazg        | ring              |                                                                   |
| Nazgûl      | ringgeest         |                                                                   |
| Oghor       | een soort trol    |                                                                   |
| Oghor-hai   | Oghor volk        |                                                                   |
| Olog        | een soort trol    |                                                                   |
| Olog-Hai    | Olog volk         |                                                                   |
| pushdug     | mesthoop          | ?                                                                 |
| ronk        | poel              | ?                                                                 |
| skai        |                   | uitroep van afkeer                                                |
| sha         |                   | uitroep van afkeer                                                |
| sharkû      | oude man          |                                                                   |
| snaga       | slaaf             |                                                                   |
| thrak       | breng             | infinitief: thrakat                                               |
| thrakatulûk | om hen te brengen |                                                                   |
| u           | om                | ?                                                                 |
| -ûk         | al                |                                                                   |
| ûluk        | hen + al          |                                                                   |
| ul          | hen               |                                                                   |
| uruk        |                   | een grotere soort van orks                                        |
| uruk-hai    | Uruk-volk         |                                                                   |